# Хаумеа
Хауме́а или Хауме́я (136108 Haumea по каталогу Центра малых планет, первоначально 2003 EL61) — карликовая планета Солнечной системы. Классифицируется как плутоид, транснептуновый объект (ТНО). Это самое быстровращающееся тело из всех изученных объектов Солнечной системы, имеющих диаметр более 100 км. Кривая блеска и данные покрытия звезды указывают, что Хаумеа имеет крайне вытянутую форму, соответствующую эллипсоиду. У неё обнаружено два спутника и система колец.

## История открытия

### Открытие
Считается, что Хаумеа была открыта независимо друг от друга двумя группами астрономов: американской со 122-сантиметровым телескопом и испанской, с 36-сантиметровым.
Американская группа состояла из: Майкла Брауна (Калифорнийский технологический институт), Дэвида Рабиновица (Йельский университет) и Чедвика Трухильо (Обсерватория Джемини). Они обнаружили Хаумеа 28 декабря 2004 года на снимке, сделанном 6 мая 2004 года 122-сантиметровым телескопом имени Самуэля Ошина, который расположен в Паломарской обсерватории. Вместо того, чтобы сразу опубликовать своё открытие, Браун решил сперва подробно изучить природу объекта. К 7 июля 2005 года он подготовил документы для объявления об открытии, но из-за рождения дочери отложил его до съезда Американского Астрономического союза в сентябре 2005 года, опубликовав 20 июля 2005 года краткий обзор доклада. В материалы входил номер обнаруженного объекта, и поиск с помощью Google позволял получить доступ к базе данных снимков с телескопа в Огайо.

Анимация из трёх снимков, сделанных 7, 9 и 10 марта 2003 года, на которых Хаумеа была открыта испанскими астрономами

В испанскую группу входили Хосе Луис Ортис (Астрофизический институт Андалузии) и его студент Пабло Сантос-Санс. Они утверждали, что обнаружили Хаумеа 25 июля 2005 года на снимке, сделанном Франциско Асейтуно 7 марта 2003 года посредством 36-сантиметрового телескопа в обсерватории Сьерра-Невада. 28 июля открытие подтвердили в обсерватории Мальорки, обнаружив объект при помощи 30-сантиметрового телескопа.
Испанская группа официально объявила о своём открытии 29 июля 2005 года, став, таким образом, официальным первооткрывателем. Однако MAC, изучив материалы по доступу испанцев к исследовательским материалам группы Брауна, оставил графу имени первооткрывателя пустой, указав испанскую обсерваторию и приняв имя, предложенное группой Брауна.
Браун, узнав о заявлении об открытии, немедленно направил свои данные для публикации и отправил Ортису по электронной почте поздравление. Однако вскоре он заподозрил Ортиса в подлоге данных, поскольку за два дня до обнародования открытия испанцами кто-то из Астрофизического института Андалузии просматривал снимки Хаумеа, сделанные группой Брауна, и 14 августа 2005 года подал жалобу в МАС. Позже Ортис утверждал, что просматривал материалы Брауна, но исключительно для проверки своего открытия. Откуда он узнал, как их найти, он не объяснил.

### Название
При регистрации открытия объекту было присвоено обозначение 2003 EL61, соответствующее дате снимка, на котором объект был открыт испанской группой.
До регистрации открытия испанской группой американские астрономы использовали для объекта технический код K40506A, но между собой дали ему прозвище «Санта» (англ. Santa), поскольку он был открыт сразу после Рождества 2004 года.
7 сентября 2006 года одновременно с Плутоном и Эридой он был включён в каталог малых планет под номером 136108.
Испанцы предлагали дать планете имя Атаэцина (лат. Ataecina) — в честь иберийской богини весны, которая считается аналогом римской Прозерпины. Однако этот вариант не был принят, так как имена подземных богов «зарезервированы» для объектов, орбиты которых, подобно орбите Плутона, гравитационно взаимодействуют с Нептуном. В соответствии с правилами МАС, классическим объектам пояса Койпера присваивается имя, связанное с сотворением. Дэвид Рабиновиц предложил назвать его в честь Хаумеа — гавайской богини плодородия и деторождения.
17 сентября 2008 года 2003 EL61 было присвоено название Хаумеа (лат. Haumea). Одновременно с присвоением названия она была включена в число карликовых планет, став пятой по счёту карликовой планетой и четвёртым плутоидом, наряду с Плутоном, Эридой и Макемаке.

### Символ
Хаумеа не имеет официально принятого символа, подобного тем, что используются для обозначения классических планет, Цереры и Плутона, поскольку современные астрономы практически не используют такие символические обозначения. Астрологи, напротив, активно пользуются подобными знаками при составлении астрологических карт, придумывая обозначения и для недавно открытых объектов. Так, для обозначения Хаумеа в астрологическом сообществе распространён символ , основанный на наскальных изображениях с Гавайев. Также используется символ , предложенный астрологом Генри Сельцером и также условно изображающий беременную женщину.

## Орбита

Орбиты Хаумеи (жёлтая), сопоставленная с орбитой Плутона (красная) и эклиптикой (серая). Перигелий (q) и афелий (Q) отмечены датами прохождения. Положение планет на май 2009 года отмечено сферами, иллюстрирующими относительный размер и разницу в альбедо и цвете

Орбита Хаумеи отслежена по архивным снимкам вплоть до 1955 года. Она наклонена к плоскости эклиптики под углом 28,2°, умеренно вытянута — её эксцентриситет равен 0,1920. Большая полуось орбиты составляет 43,29 а. е. (6,48 млрд км.), при этом максимальное расстояние от Хаумеи до Солнца равно 51,60 а. е. (7,72 млрд км.), а минимальное — 34,97 а. е. (5,23 млрд км.). Следовательно, Хаумеа не входит внутрь орбиты Нептуна.
Первоначально Хаумею относили к классическим объектам пояса Койпера (называемым также кьюбивано), но позже ЦМП исключил её из этой группы. Это связано с тем, что у Хаумеи обнаружили возможность слабого взаимодействия её с Нептуном в резонансе 12:7.
По состоянию на 2019 год Хаумеа находится в 50,40 а. е. (7,54 млрд км.) от Солнца, вблизи точки афелия, которую она прошла в конце 1991 — начале 1992 года, и сейчас приближается к Солнцу.
Абсолютная звёздная величина Хаумеи составляет 0,2m Её видимый блеск в 2019 году равен 17,4m. Она достаточно яркая для того, чтобы её можно было заснять через мощный любительский телескоп с апертурой 250—300 мм.
Период обращения Хаумеи вокруг Солнца составляет 281,8 года. Соответственно, ближайшее прохождение перигелия произойдёт в 2132 году.
По расчётам, длительность полёта автоматической межпланетной станции для исследования Хаумеа с пролётной траектории составила бы около 15 лет с использованием гравитационного манёвра у Юпитера. Так, при запуске 25 сентября 2025 года полёт займёт 14,25 года, а при запуске 1 ноября 2026 года, 23 сентября 2037 года или 29 октября 2038 года — 16,45 года.

## Физические характеристики

Предполагаемая форма Хаумеа

Первые же фотометрические наблюдения, выполненные группой Брауна в 2005 году посредством телескопа в обсерватории Кека, выявили, что Хаумеа — необычная планета. Она крайне быстро вращается — её период оборота вокруг собственной оси составляет 3,9155 ± 0,0002 часа.
Очень быстрое вращение Хаумеа должно искажать её форму. Это косвенно подтверждается тем, что у неё наблюдаются большие колебания яркости — их амплитуда достигает (0,28 ± 0,04)m. Хотя причиной этих колебаний может быть неоднородность поверхности (как у Плутона, у которого отклонения в яркости достигают 35 %), для Хаумеа причиной изменения яркости является, скорее всего, её вытянутая форма. Исследователи провели моделирование формы объекта, установив, что наилучшее соответствие даёт модель в виде эллипсоида Якоби с размерами 1960×1518×996 км и альбедо 0,73. В этом случае размеры Хаумеа — примерно диаметр Плутона «вдоль» и в два раза меньше — «поперёк», и Хаумеа занимает третье или четвёртое место среди транснептуновых объектов после Эриды, Плутона и, возможно, Макемаке.
В 2007 году были опубликованы результаты измерения диаметра и альбедо Хаумеа, выполненные при помощи инфракрасного космического телескопа Спитцер. Согласно этим измерениям, средний диаметр Хаумеа оказался равен 1150+250
−100 км, а альбедо — 0,84+0,10
−0,20.
Измерения размеров объекта, проведённые в 2009 году при помощи инфракрасной космической обсерватории Гершель, показали, что её средний диаметр лежит в диапазоне 1212—1491 км.
После того, как 21 января 2017 года Хаумеа покрыла звезду URAT1 533-182543, удалось уточнить параметры карликовой планеты. Измеренный при этом размер проекции Хаумеа составил 1704 × 1138 км. В сочетании с кривой блеска это даёт размеры эллипсоида: (2322 ± 60) × (1704 ± 8) × (1026 ± 32)  км, а геометрическое альбедо — 0,51 ± 0,02.
Масса Хаумеа определена по орбитам спутников и равна (4,004 ± 0,040)⋅1021 кг, что составляет 24 % от массы Эриды и 32 % массы Плутона, но в 4 раза превосходит массу Цереры. Исходя из расчётной формы объекта, его средняя плотность в 2006 году оценивалась в 2,6—3,34 г/см³ Таким образом, предполагалось, что плотность Хаумеа выше, чем у её соседей по поясу Койпера. В 2007, 2010 и 2014 годах плотность объекта была оценена в 2,5—2,6 г/см³. Однако размеры Хаумеа, вычисленные с использованием данных покрытия 2017 года, дают гораздо меньшую плотность: 1,757—1,885 г/см³, но такое значение не соответствует модели однородного тела в гидростатическом равновесии. Это ставит под сомнение статус Хаумеи, как карликовой планеты. Такое несоответствие размеров и средней плотности можно объяснить, например, сильной дифференциацией состава объекта: возможно, она имеет очень плотное каменное ядро и крайне рыхлую ледяную мантию.
Наклон оси вращения Хаумеа к плоскости её орбиты неизвестен, что ещё сильнее затрудняет определение формы объекта.

## Кольца

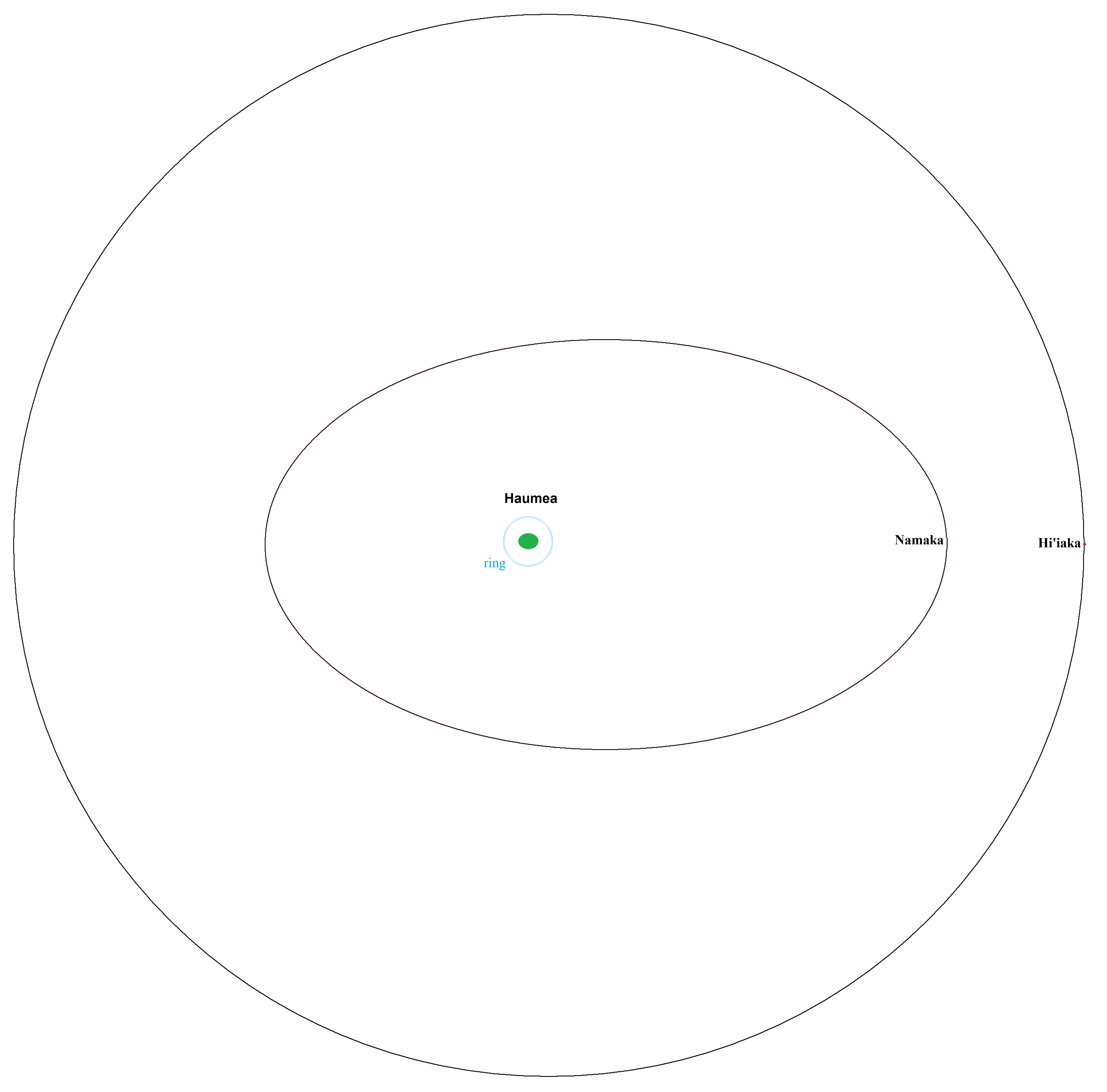
Масштабная диаграмма, изображающая Хаумеа с кольцами и орбиты её спутников

В январе 2017 года стало известно об обнаружении колец у Хаумеи, а в октябре того же года открытие было опубликовано. Их радиус составляет примерно 2287 км, с шириной примерно в 70 км и прозрачностью 0,5. Плоскость кольца приблизительно совпадает с экваториальной плоскостью Хаумеа и орбитальной плоскостью её большего спутника Хииака. Кольцо также близко к резонансу 3:1 с вращением Хаумеа (который находится в радиусе 2 288 ± 8 км). Кольцо составляет около 5 % от общей яркости Хаумеа.

Симуляция вращения Хаумеа и кольца (нажмите чтобы увеличить)

Хаумеа стала первым ТНО с системой колец.

## Химический состав
В 2005 году было проведено исследование спектра Хаумеи в диапазоне 1,0—2,4 мкм посредством телескопов в обсерваториях Джемини и Кека. В результате было обнаружено, что её поверхность, как и поверхность Харона, покрыта преимущественно водяным льдом в виде зёрен диаметром 25 или 50 мкм. Но спектр объекта отличается от спектра чистого льда — в нём присутствуют особенности, которые исследователи склонны объяснять присутствием на поверхности циановодорода (до 27 %) и филлосиликатных пород, таких как каолинит. Также в спектре Хаумеи обнаружен необычный для кристаллического льда спад после 2,35 мкм, который может быть связан с наличием в её снегу цианистого калия, либо таких углеродистых минералов, как асфальтит, керит или вюрцилит.
В 2009 году Педро Ласерда из университета Королевы в Белфасте сообщил об обнаружении на поверхности Хаумеи цветовой аномалии — крупного пятна, обладающего красным оттенком в видимом диапазоне. Природа и происхождение данного объекта точно не установлены. Предположительно, это может быть область скопления неких минералов или органических соединений. По другой гипотезе, «красное пятно» представляет собой след от столкновения Хаумеи с другим небесным телом.

## Осколки
Возможно, Хаумеа образовалась в результате столкновения двух небесных тел. Бо́льшая часть лёгких компонентов (метан и азот) после удара частично испарилась, частично была выброшена в окружающее пространство и впоследствии образовала два спутника. Гипотеза столкновения косвенно подтверждается тем, что на похожих орбитах обращаются ещё как минимум три ТНО меньшего размера с аналогичными Хаумеа спектрам, которые, возможно, являются «осколками» Хаумеа и разрушившегося после удара объекта диаметром около 1600 км. Два других ТНО-«попутчика», которые ранее считались «осколками», имеют красноватый цвет и поэтому не относятся к участникам этого катаклизма. Поиск «осколков» продолжается.

## Спутники

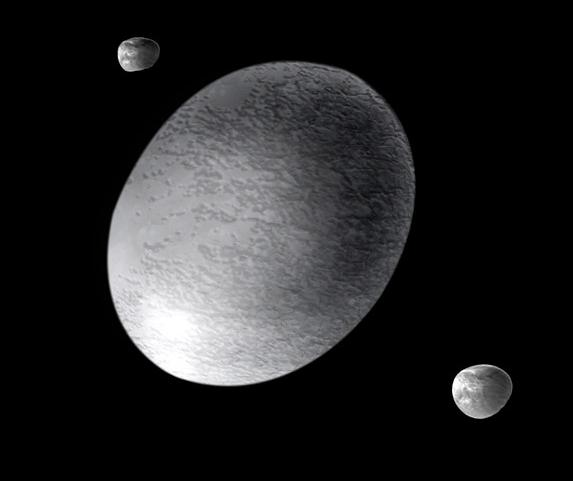
Хаумеа и её спутники в представлении художника

После открытия Хаумеа группа Брауна начала систематические наблюдения её посредством телескопа с адаптивной оптикой в обсерватории Кека и 26 января 2005 года они обнаружили у объекта спутник, которому дали прозвище Рудольф — в честь одного из оленей в упряжке Санта-Клауса. Второй спутник, получивший прозвище Блитцен был открыт таким же образом 30 июня 2005 года. 17 сентября 2008 года одновременно с присвоением имени Хаумеа, в честь гавайской богини её спутники также получили официальные названия, по именам её дочерей: Хииака (обозначение (136108) Haumea I Hiʻiaka) и Намака (обозначение (136108) Haumea II Namaka).
Диаметр Хииаки — около 350 км, период обращения — 48,9 суток, радиус орбиты — 49,9 тыс. км. Намака примерно вдвое меньше первого, обращается вокруг Хаумеа по орбите с большой полуосью 25,6 тыс. км с периодом 18 суток.